# Avenida de Sancho el Sabio
La avenida de Sancho el Sabio es una vía pública de la ciudad española de San Sebastián.

## Descripción

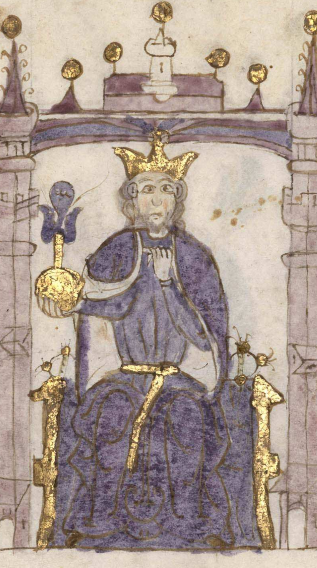
Sancho VI de Navarra da nombre a la vía

La vía nace de la plaza del Centenario y discurre hasta la de Pío XII. Tiene cruces con las calles del Parque, de Azpeitia, la de Torcuato Luca de Tena, la de la Sagrada Familia y la de los Arquitectos Cortázar. Honra con el título al rey Sancho VI de Navarra (1133-1194), que concedió a la ciudad el fuero. Según asevera Serapio Múgica Zufiria en Las calles de San Sebastián (1916), en 1902 se aprobó dar el título de «calle de Don Sancho el Sabio» a una vía de la ciudad, pero la decisión no se materializó en ninguna acción. Dice el autor lo siguiente en aquella obra:

Calle de Don Sancho el Sabio.—En sesión de 13 de Febrero de 1902, con arreglo a lo acordado en sesión de 6 de Febrero de 1900, se dispone que se llame «Calle de Don Sancho el Sabio», a la que una vez derribada la muralla de la Zurriola, quedaba entre el edificio de las escuelas en construcción y la iglesia de San Vicente, desde el circo de Beti-Jai hasta la prolongación de la calle de Iñigo.

El Rey Don Sancho el Sabio, a quien el fuero de Navarra aplica la honrosa calificación de varón de gran sabiduría, fué el que dió en 1150 el fuero de población a San Sebastián, fuero que se distingue, sobre todo, por las cláusulas referentes al comercio marítimo.

Digna es la memoria de aquel glorioso Monarca de que la enaltezcan los hijos de la ciudad, cuyos albores protegió con tan manifiesta predilección y benevolencia, pero a pesar del acuerdo antedicho no existen en el día ninguna calle con este rótulo.
(Múgica Zufiria, 1916, p. 23)